# Южен мустакат нощник
Южните мустакати нощници (Myotis aurascens) са вид дребни бозайници от семейство Гладконоси прилепи (Vespertilionidae).

## Обща информация
Разпространени са в Северна Италия, Балканския полуостров, Кавказ и южните части на Молдова, Украйна и Русия до Северозападен Казахстан. В България се срещат в цялата страна, главно в планините.
В много класификации южният мустакат нощник е разглеждан като подвид на мустакатия нощник (Myotis mystacinus), като основната морфологична разлика между двата вида е формата на бакулума. Южният мустакат нощник има маса 5,0-7,5 g, дължина на тялото с главата 35-48 mm и размах на крилете 190-225 mm. Гърбът е светлокафяв и лъскав, а долната страна на тялото е по-светла, до белезникава, ушите и летателните мембрани са тъмнокафяви. Трагусът е сравнително къс, заема малко повече от половината дължина на ухото, което също е относително късо. Опашката е дълга, почти колкото тялото с главата.

## Ехолокация
Ехолокационните сигнали на този вид са в порядъка между 105 и 112 kHz и завършват между 37 и 43 kHz. 